# 三輪舎
株式会社三輪舎（さんりんしゃ）は、日本の出版社。
代表・中岡祐介。2014年1月24日創業。「おそくて、よい本」を旗印に、出版活動を行う。

## 刊行書籍一覧
- 『赤ちゃんにきびしい国で、赤ちゃんが増えるはずがない。』（境 治、2014年）

- 『父親が子どもとがっつり遊べる時期はそう何年もない。』（布施 太朗（文）、2016年）
- 『未来住まい方会議』（YADOKARI（文）、2016年）
- 『本を贈る』（若松 英輔(著)島田 潤一郎(著)牟田 都子(著)矢萩 多聞(著)橋本 亮二(著)笠井 瑠美子(著)川人 寧幸(著)藤原 隆充(著)三田 修平(著)久禮 亮太(著)、2018年）
- 『つなみ』（ジョイデブ＆モエナ・チットロコル(著・画)スラニー 京子(翻訳)、2018年）
- 『ロンドン・ジャングルブック』（バッジュ・シャーム(作・絵)スラニー 京子(訳)ギータ・ヴォルフ(文)シリシュ・ラオ(文)、2019年）
- 『バウルを探して〈完全版〉』（川内 有緒(文)／中川 彰(写真)、2020年）
- 『鬼は逃げる』（ウチダゴウ（著）、2020年）
- 『海峡のまちのハリル』（末沢寧史（文）・小林豊（絵）、2021年）
- 『タゴール・ソングス』（佐々木 美佳（著）、2022年）